# Carina Vogt
Carina Vogt (n. 5 februarie 1992, Schwäbisch Gmünd, Baden-Württemberg, Germania) este o sportivă germană, medaliată olimpică. A participat la o ediție a Jocurilor Olimpice (2014) în care a câștigat o medalie de aur.

## Participări
Lista de mai jos prezintă principalele competiții la care a participat Carina Vogt de-a lungul carierei.
- Prîjki s tramplina na zimnih Olimpiiskih igrah 2014 — normalnîi tramplin (jenșciinî)[*]